# Терень-Казырский хребет
Терень-Казырский хребет — горный хребет Хакасии, относится к системе Кузнецкого Алатау. Протягивается на север Аскизского района почти в субмеридиональном направлении более, чем на 50 км.
Наивысшая отметка — г. Одинокая (абс. выс. 1932 м). Пенепленизированное округловершинное глубоко- и резкоразчлененное скалисто-осыпное высокогорье с маломощным суглинисто-щебнистым покровом, встречаются фрагменты валунно-суглинистой морены. С высоты 1200 м над уровнем моря господствуют тундровые ландшафты и альпийские и субальпийские луга, на крутых склонах от 1000 до 1200 м преобладают темнохвойные леса, в нижней части склонов характерны кедрово-лисвенничные леса. Является междуречьем рек Теренсуг и Большой Казыр.